# Galgupha aterrima
Galgupha aterrima är en insektsart som beskrevs av Malloch 1919. Galgupha aterrima ingår i släktet Galgupha och familjen glansskinnbaggar. Inga underarter finns listade i Catalogue of Life.